# 克利線
克利線（Kerley lines）是胸部影像學下的一種影像學徵象，一般出現於間質性肺水腫患者。肺水腫的患者間質會被細胞及液體浸潤，呈現一絲一絲的不透明區。克利線是得名自愛爾蘭神經學家暨影像學家Peter Kerley。

## 相關疾病
發生肺水腫的患者常與心臟衰竭相關，其他非心因性疾病還包含肺纖維化、肺間質重金属沉積、癌擴散等等。慢性的克利B線亦可能與肺纖維化或鐵質沉著症相關。

## 種類

### 克利A線
較長（約2 cm，最常可達6 cm），無分支，垂直肺周邊，朝向肺門。乃肇因於肺周圍與中心之間的淋巴管吻合擴張。克利A線較B線少見，會伴隨B線或C線出現，不會單獨出現。

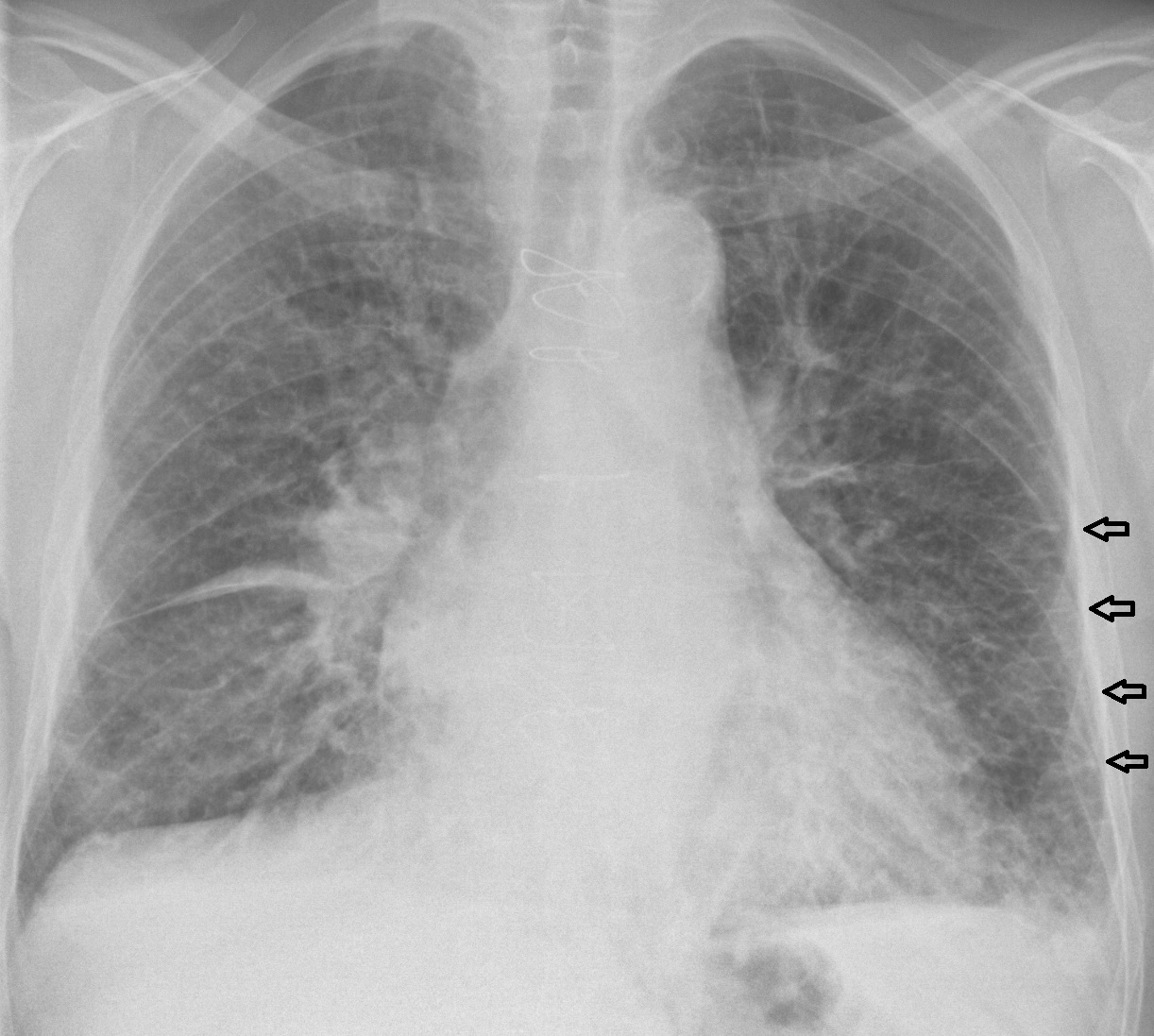
克利B線

### 克利B線
位於肺周邊、水平的短線（通常小於1 cm）。克利B線即肺小葉中膈（interlobular septa）通常會與肋膜相接。B線可能出現於肺的任何區域，但最常見的地方是在肋橫膈角的位置。

### 克利C線
為最少見的克利線，較短、細，朝著橫隔。

## 外部連結
- Kerley B lines - GPNotebook
- Kerley's Lines / Interstitial Infiltrate / Pulmonary Infiltrate - FPNotebook
- Kerley B lines image - catscanman.net
- Causes of pulmonary edema - medstudents.com.br
- Kerley's A, B, and C lines（页面存档备份，存于） - Images in Clinical Medicine, New England Journal of Medicine website.
- Kerley's B and C lines - Swimming Induced Pulmonary Edema - MedPix Database